# David Hall (athlétisme)
Pour les articles homonymes, voir David Hall et Hall.
David Connolly Hall (né le 1er mai 1875 à Sherbrooke et décédé le 27 mai 1972 à Seattle) est un athlète américain spécialiste du demi-fond. Son club était le Brown Bears.

## Biographie

### Palmarès
| Date | Compétition           | Lieu  | Résultat | Épreuve      | Performance  |
| ---- | --------------------- | ----- | -------- | ------------ | ------------ |
| 1900 | Jeux olympiques d'été | Paris | 3e       | 800 mètres   | 2 min 02 s 5 |
| 1900 | Jeux olympiques d'été | Paris | 4e       | 1 500 mètres | 4 min 09 s 2 |

### Records
| Épreuve      | Performance  | Lieu  | Date |
| ------------ | ------------ | ----- | ---- |
| 800 mètres   | 1 min 59 s 0 |       | 1900 |
| 1 500 mètres | 4 min 09 s 2 | Paris | 1900 |